# 壁面定律

壁面定律

壁面定律（英語：law of the wall）是流体力学中的一个定律，指高雷诺数的湍流中某点平均速度与该点到壁面距离的对数成正比。该定律由西奥多·冯·卡门于1930年首先提出。
壁面定律仅在接近壁面但离壁面仍有一小段距离的部分区域适用（最贴近壁面的区域则为粘性力主导）。其表达式为：
{\displaystyle u^{+}={\frac {1}{\kappa }}\ln \,y^{+}+C^{+},}   {\displaystyle {\Big (}y^{+}={\frac {y\,u_{\tau }}{\nu }},}   {\displaystyle u_{\tau }={\sqrt {\frac {\tau _{w}}{\rho }}}},   {\displaystyle u^{+}={\frac {u}{u_{\tau }}}{\Big )}}
其中
| y+ | 为壁面坐标，即由摩擦速度uτ与运动粘性系数ν无量纲化后的壁面距离y， |
| u+ | 为无量纲速度，即平行于壁面的速度u除以摩擦速度uτ，                |
| τw | 为壁面切应力，                                                   |
| ρ  | 为流体密度，                                                     |
| uτ | 为摩擦速度，                                                     |
| κ  | 为冯·卡门常数（英语：Von Kármán constant），                                        |
| C+ | 为一个常数，                                                     |
| ln | 为自然对数。                                                     |
对于光滑壁面而言，实验测定的常数分别为κ≈0.41与C+≈5.0。